# Pustakovec
Pustakovec falu Horvátországban Kapronca-Kőrös megyében. Közigazgatásilag Koprivnički Ivanechez tartozik.

## Fekvése
Kaproncától 8 km-re, községközpontjától 4 km-re északnyugatra a Drávamenti-síkságon fekszik.

## Története
A települést 1439-ben "Postakowcz" néven említik először mint a szentgyörgyi uradalomhoz és a szentiváni plébániához tartozó falut. A 16. század második felében jobbágyai akik korábban a szentgyörgyi uradalomhoz tartoztak, ekkora már a kaproncai uradalom jobbágyai lettek. Az uradalom falvai a török időkben a kaproncai várkapitányok igazgatása alá kerültek és az ivaneci plébánia kegyura is az uradalom volt. 1647-ben III. Ferdinánd király az uradalom hét falvából hármat, köztük Pustakovecet is Mikulich Tamás bánhelyettesnek, király személynöknek adott. Ez ellen a kaproncai várkapitány kifogást emelt, azonban 1659-ben a falvak újra visszakerültek a fennhatósága alá.
1857-ben 164, 1910-ben 248 lakosa volt. 1920-ig Varasd vármegye Ludbregi járásához tartozott. 2001-ben a falunak 145  lakosa volt.

## Külső hivatkozások
Koprivnički Ivanec község hivatalos oldala